# Амфіфільність

Фосфатидилхолін — приклад амфіфільної молекули

Амфіфільність (від дав.-гр. αμφις — обоє, φιλíα — любов, дружба) — здатність деяких сполук проявляти одночасно гідрофільні та гідрофобні (ліпофільні) властивості, завдяки наявності в їхніх молекулах зарядженої або полярної й неполярної частин. В ролі гідрофільної частини переважно виступає велика органічна катіонна або аніонна група, тоді як в ролі гідрофобної — довгий вуглеводневий ланцюг. Амфіфільні речовини проявляють поверхневу активність на межі поділу водної й гідрофобної фаз.

Приклади структур, які можуть утворювати амфіфільні сполуки у водних розчинах

У водних розчинах амфіфільні речовини, такі як сурфактанти й ліпіди, можуть самоорганізуватись у певні структури. Ці структури характеризуються тим, що гідрофільні частини амфіфілів у них повернуті до водної фази, а гідрофобні сховані від неї, і взаємодіють одне з одною. Залежно від умов (концентрації електролітів і ліпідів, pH середовища, температури) і структури молекул можуть утворюватись міцели, інвертовані міцели, бішари, везикули із бішарів. Ці структури можуть взаємоперетворюватись при зміні умов. Більшість сурфактатнів, що мають один вуглеводневий ланцюг, утворюють міцели, тоді як дволанцюгові частіше формують бішари. Оскільки вуглеводневі ланцюги переважно перебувають у рідкій фазі, через неї можуть легко проходити молекули води, значно гірше відбувається проникнення іонів. Так, наприклад, час перебування молекули води у лецитиновій везикулі становить 0,02 с, аніона Cl- — 8 годин, катіона Na+ — місяць.
Велика кількість біомолекул мають як гідрофільні, так і гідрофобні поверхні, зокрема білки, деякі вітаміни, стероїди і фосфоліпіди, з яких складаються клітинні мембрани. Структури, що формуються із цих молекул стабілізуються завдяки гідрофобним взаємодіям між їхніми неполярними частинами.